# Delos
Delos (en grec: Δήλος, pronunciat Dilos a la moderna i Delos a l'antiga) és una illa grega que pertany al grup de les Cíclades. Està a l'estret que separa les illes de Rínia i Míconos.
Actualment, Delos és una illa deshabitada, coneguda principalment perquè constitueix un gran jaciment arqueològic que és patrimoni de la humanitat. A l'antiguitat, Delos era una illa sagrada, consagrada al déu Apol·lo, i va ser el centre simbòlic de la Lliga de Delos, que al segle v aC constituí un vertader imperi atenès.

## Història
Segons el mite, Delos va emergir agafada pel trident de Posidó, i va ser una illa flotant fins que Zeus la va lligar amb cadenes al fons de la mar per convertir-la en un lloc segur perquè Leto pogués donar a llum Apol·lo i Àrtemis. Com a lloc de naixement d'Apol·lo, era un dels llocs principals de peregrinació i adoració d'aquest déu. La tradició li atribueix també altres noms, segurament associats a mites i tradicions: Astèria, Ortígia, Làgia, Clamídia, Cintos, Pirpile i Pelàsgia.
Un mite explica que Apol·lo intercanvià amb Posidó el domini sobre Delos i sobre Delfos a canvi de l'illa de Calaurea. Aquest vincle amb Posidó pot tenir a veure amb el fet que es creia que era una illa lliure de terratrèmols (associats sempre a Posidó): la tradició diu que només en va patir dos en tota la història. Justament, aquests dos terratrèmols representaren un advertiment per tota Grècia: el primer, esmentat per Heròdot, va ser just abans de la invasió persa el 492 aC, i el segon, esmentat per Tucídides, just abans de la guerra del Peloponnès.
Sembla que els jonis van arribar a l'illa durant les migracions gregues de l'edat del ferro, i així Delos esdevengué un punt de trobada entre jonis de l'Àsia Menor i jonis de l'Hèl·lada (àtics, eubeus i ciclàdics) amb la institució de les Dèlies, un festival que constituïa una panegiris de tots els jonis per honrar l'Apol·lo Deli. Les Dèlies eren organitzades per la Lliga de Delos, una amficcionia que, amb el temps, esdevendria un element clau per l'imperialisme atenès.

### Edat arcaica
Al segle vi aC, Delos fou un element molt cobejat pels tirans de les polis jòniques de l'Egeu, que desitjaven dominar Delos pel seu valor simbòlic i religiós, com a punt d'unió de tots els jonis. Així, Pisístrat d'Atenes va purificar l'illa i va retirar totes les tombes a la vista del temple; Polícrates de Samos, per la seva banda, va dedicar la veïna illa de Renea a l'Apol·lo Dèlic, i la va subjectar amb una cadena a Delos.
Durant les guerres mèdiques, Datis i Artafernes, generals perses, van passar de llarg de l'illa, tot respectant el seu caràcter sagrat, i ancoraren a Renea. Un missatger pregonà que els habitants de Delos (que havien fugit a Tenos) podien tornar-hi, i els perses van cremar com a ofrena a l'altar d'Apol·lo 300 talents d'encens. Acabada la guerra, Atenes convertí la Lliga de Delos en la confederació que defensaria els grecs d'una hipotètica segona invasió persa. L'illa va ser elegida seu del tresor confederat, si bé aviat el portaren a Atenes (454 aC).

### Edat clàssica
El 426 aC, sisè any de la Guerra del Peloponnès, els atenesos van tornar a purificar Delos, retirant totes les tombes de l'illa i prohibint néixer o morir a l'illa: les dones prenyades haurien de ser traslladades a l'illa de Renea. A més, restabliren les festes Dèlies, que s'havien deixat de celebrar temporalment. El 422 aC, els atenesos feren fora tots els habitants de Delos, que van ser traslladats a Adramítion, cedida pel sàtrapa Farnaces. Una gran part dels habitants van morir a Adramítiom a mans del general Arsaces, enviat pel sàtrapa Tisafernes el 411 aC.

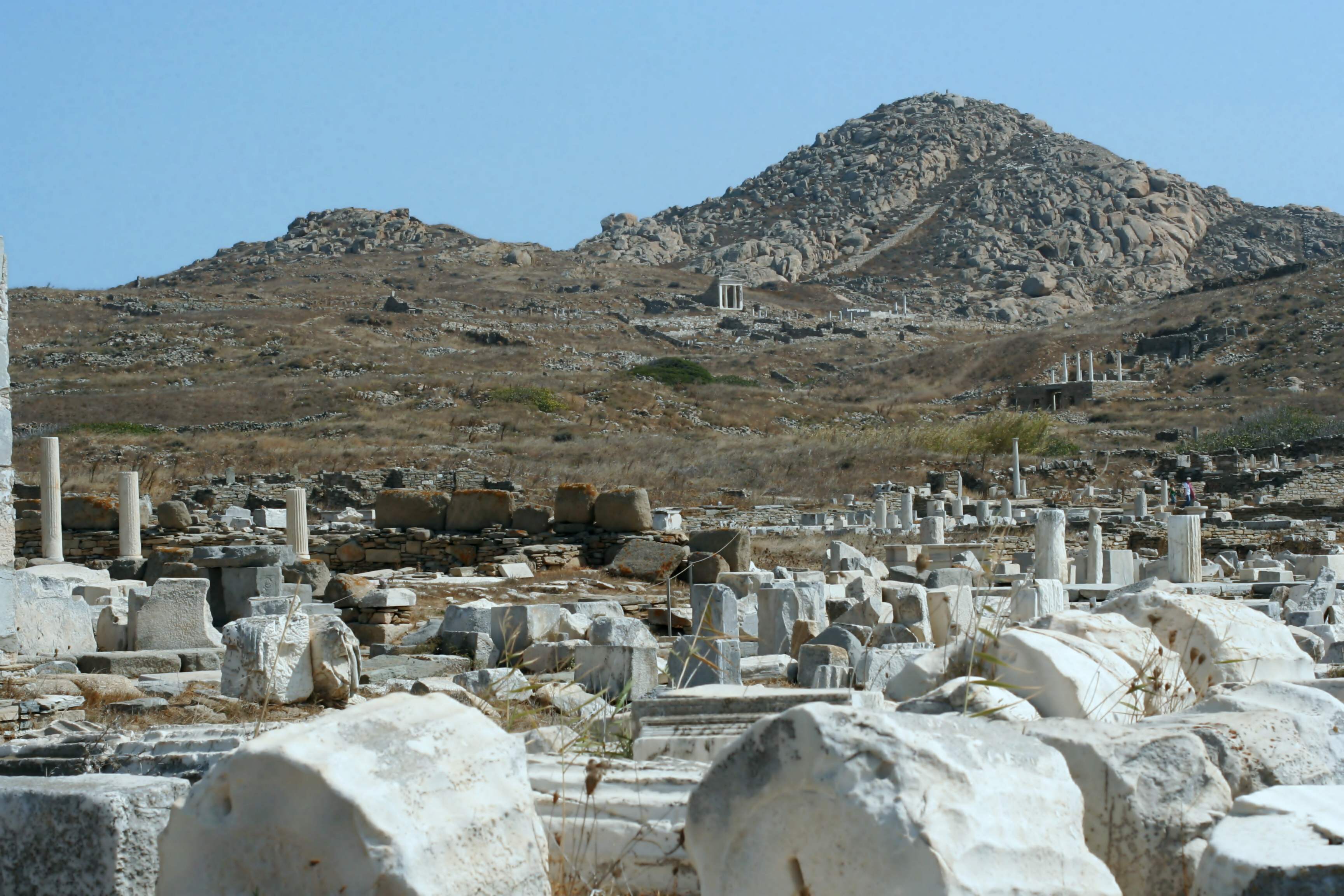
Ruïnes de Delos al peu del mont Cintos

Delos es va mantenir en mans d'Atenes (excepte per una curta dominació espartana) fins i tot després de la derrota atenesa en la Guerra del Peloponnès; finalment, el 314 aC fou declarada lliure i independent.
Anticlides (segle iv aC) va escriure una història sobre Delos.

### Període romà
El 166 aC passà a mans de Roma, que la va transferir a Atenes; els atenesos expel·liren la població cap a Acaia.
Després de la caiguda de Corint l'any 146 aC en mans de Roma, l'illa fou declarada per Roma port internacional sense taxes, i esdevingué el centre del comerç de la Mediterrània oriental, lloc adient pel seu caràcter sagrat que oferia seguretat, l'excel·lència del port, la situació cèntrica, i el festival anual que va esdevenir una mena de fira. Estrabó diu que en un sol dia s'hi van arribar a vendre deu mil esclaus. El bronze de l'illa (aes deliacum) era molt apreciat i l'utilitzaren molts de vaixells fins que el bronze de Corint, popularitzat més tard, el va substituir.
Durant les guerres mitridàtiques, l'illa va ser devastada, i ja no es recuperà del tot. Roma confirmà a Atenes la possessió de l'illa, però va acabar deserta.

## Arqueologia
Segons Plini el Vell (Naturalis Historia, XXXIV 2), Delos tenia una sola ciutat, anomenada també Delos. Un rierol, anomenat Inop, davallava del mont Cintos cap al port (anomenat Furni) travessant la ciutat. Al nord de la ciutat hi havia un petit estany, anomenat Llac Trocoide ('circular'), a prop del qual la llegenda situa el naixement d'Apol·lo i Àrtemis. El port el protegia l'illa d'Hècate, part dels illots anomenats avui en dia Rematiari. El cementeri de la ciutat era a Renea.
L'any 1873 l'excavà l'escola francesa d'arqueologia d'Atenes. Altre cop entre 1904 i 1914, sota la direcció de M. Holleaux, mercès a una donació del duc de Loubat, que va portar al descobriment d'algunes parts, però d'altres continuaren amagades fins a les excavacions de 1958-1975, una feina de restauració dirigida per l'escola francesa d'arqueologia d'Atenes i més tard pel 21è Eforat d'Antiguitats prehistòriques i clàssiques. El 1990 Delos fou inclosa en el catàleg de llocs culturals protegits per la UNESCO.
Les principals edificacions són:

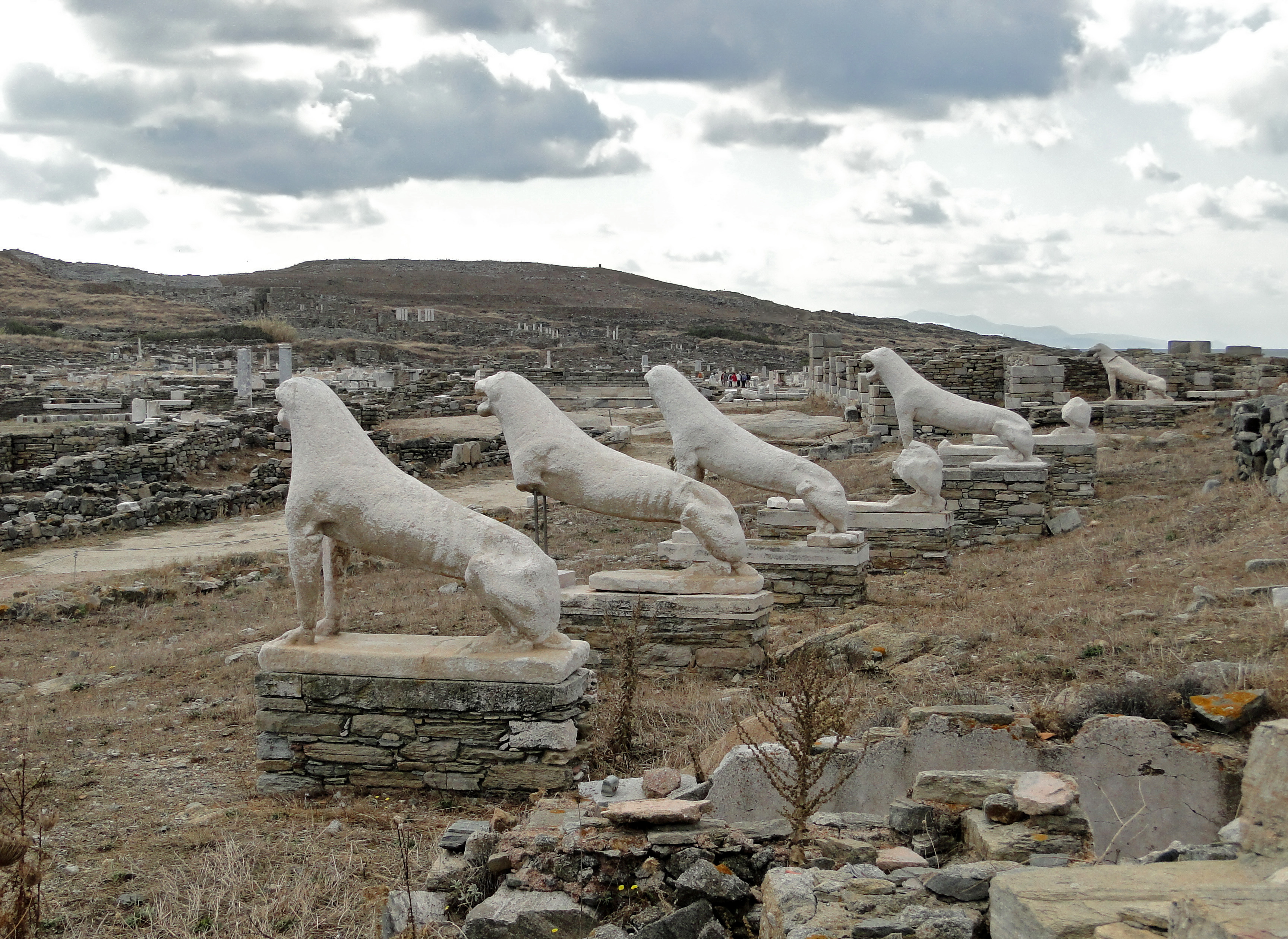
La terrassa dels Lleons

- L'àgora dels Competialiastes, un mercat a la vora del port sagrat, construït al segle ii aC
- El temple de Delos o gran temple, un dels tres dedicats a Apol·lo, construït a partir del 478 aC, per bé que les obres s'aturaren a mitjan segle, i no es van reiniciar fins al segle iii aC, encara que mai no es van acabar
- La font de Minos, una font pública amb edificacions construïdes a mitjan segle vi aC
- La terrassa dels Lleons, un conjunt escultòric amb lleons de marbre dedicat a Apol·lo per l'illa de Naxos al segle vii aC. Inicialment eren setze, però només en resten cinc de sencers i tres més en part. A l'oest, en direcció al port de la badia de Skardana, hi havia dos temples guardats per lleons.
- Establiment dels amics de Posidó de Beirut: fou la casa d'un club de mercaders, banquers, navegants i d'altres, d'origen fenici; construïda al segle ii aC
- L'Estebadèon, una plataforma rectangular amb l'estàtua de Dionís flanquejada per dos actors (Paposileonoi), construïda a principis del segle iii aC
- El teatre del segle iii aC, inicialment de marbre i després de fusta
- El temple d'Isis, temple dòric amb un santuari dedicat a Isis, Serapis i Anubis, construït al turó del Cintos a començament del segle ii aC i restaurat pels atenesos al 135 aC
- El temple d'Hera, d'orde dòric construït a final del segle vi aC o a començament del segle v aC sobre un temple anterior del segle vii aC
- La casa de Dionís, una casa privada del segle ii aC amb un mosaic representant el déu Dionís

A causa de l'abandonament de l'illa en època romana, s'ha conservat una col·lecció de mosaics que constitueixen un dels conjunts més importants de la Grècia hel·lenística. Bona part de les troballes es conserven al Museu Arqueològic de Delos.